# Моркович, Александр Михайлович
Алекса́ндр Миха́йлович Марко́вич — дворянский историк и этнограф, черниговский губернский предводитель дворянства.

## Биография
Родился 20 августа 1790 года в селе Сварково Глуховского уезда Черниговской губернии. Принадлежит к малорусскому дворянском роду Маркевичей. Сын историка и фольклориста Михаила Яковлевича Марковича; внук известного украинский писателя-мемуариста Якова Андреевича Маркевича; брат историка и этнографа Якова Михайловича Марковича. Образование получил в Харьковском университете.
Службу начинал коллежским регистратором со старшинством, должностные обязанности которого исполнял с декабря 1808 года по 1812 года. 31 декабря 1814 года поступил на службу в Черниговское губернское правление губернским секретарем. В период с 24 октября 1815 года по 13 января 1818 года определен в Департамент Министерства Юстиции. С 31 декабря 1817 года — коллежский секретарь. С 26 мая 1826 года — титулярный советник.
В 1827 году А. М. Маркович был избран генеральным судьей в Чернигове, полномочия которого осуществлял в течение четырех лет.
В период с 1832-1838 гг. несколько раз избирался губернским предводителем дворянства — одна из важнейших должностей в системе сословного самоуправления. В это время Александр Михайлович активно работал в Черниговском губернском комитете по освобождению крестьян. В 1835 году присвоен чин коллежского асессора, с 1848 года — надворный советник.
В 1852 году подготовил проект реформы по освобождению крестьян с правом выкупа земли, который так и не получил утверждения. Принимал активное участие в обсуждении и подготовки крестьянской реформы 1861 года.
Умер 15 декабря 1865 года бездетным. Погребен в селе Сваркове.

## Публицистическая деятельность
Работы Марковича, посвященные истории дворянства, быту и этнографическим особенностям Украины, носят описательный характер и представляют ценность благодаря использованному в них фактическому материалу.
Одним из первых трудов А. М. Марковича стали опубликованные в 1824 году в «Украинском журнале» исторические документы из семейного архива. В 1827 году вышел очерк «Малороссийская свадьба», труды по историческому описанию г. Глухова и Гамалеевского монастыря.
Свой наиболее значимый труд «Историческая и статистическая записка о дворянском сословии и дворянских имуществах Черниговской губернии», созданный по архивным материалам черниговского дворянского архива, Маркович опубликовал в 1841 году в книге «Материалы для статистики Российской империи». Работа была посвященная истории формирования из казацкой старшины «малороссийского
дворянства». После смерти Александра Михайловича труд был перепечатана в Чернигове в 1894 году.
В 1859 году издал на русском языке сокращенный вариант дневников своего деда Я. А. Марковича — известного украинского переводчика и писателя-мемуариста.